# Salvador Rangel Mendoza
Salvador Rangel Mendoza OFM (Tepalcatepec, 28 de abril de 1946) é um clérigo católico romano mexicano e bispo emérito de Chilpancingo-Chilapa.

## Biografia
Salvador Rangel Mendoza ingressou no Seminário Menor da Confraria dos Operários do Reino de Cristo e depois na Ordem dos Frades Menores da Província de São Pedro e São Paulo de Michoacán; frequentou estudos eclesiásticos em Querétaro e El Paso, Texas. Fez sua profissão perpétua em 19 de dezembro de 1973 e recebeu o Sacramento da Ordem em 28 de junho de 1974.
Como sacerdote ocupou os cargos de promotor vocacional da Província, Vigário Paroquial, Pároco na Arquidiocese de Morelia, Vigário Forâneo, Definidor Provincial, Colaborador na Custódia da Terra Santa, Reitor do Seminário Menor O.F.M. em Celaya, Ecônomo do Colégio Internacional Antoniano de Roma e Vigário Episcopal da Área Pastoral de Nuestra Señora de la Luz em Morelia.
Em 12 de março de 2009, o Papa Bento XVI o nomeou Bispo de Huejutla. O Arcebispo de Morelia, Alberto Suárez Inda, o consagrou em 5 de junho do mesmo ano, na esplanada do Relógio Municipal em Huejutla; os co-consagradores foram o Núncio Apostólico no México, Arcebispo Christophe Pierre, e o Bispo Emérito de Huejutla, Salvador Martínez Pérez.
O Papa Francisco o nomeou Bispo de Chilpancingo-Chilapa em 20 de junho de 2015. De 28 de outubro de 2017 a 9 de julho de 2019, durante a vacância da sé, foi também Administrador Apostólico de Ciudad Altamirano.

Em 11 de fevereiro de 2022, o Papa Francisco aceitou a renúncia de Salvador Rangel Mendoza por motivos de idade.